# ウィルフレッド・ルーカス
ウィルフレッド・ルーカス（Wilfred Lucas, 1871年1月30日 - 1940年12月5日）は、カナダ出身のアメリカ合衆国の俳優、映画監督、脚本家である。

## 人物・来歴
1871年1月30日、カナダのオンタリオ州に生まれる。
1890年代の初め、カナダで22歳で俳優としての初舞台を踏む。のちにアメリカ合衆国ニューヨーク市に渡り、1904年（明治37年）にブロードウェイの舞台を踏む。1908年（明治41年）、アメリカン・ミュートスコープ・アンド・バイオグラフ（バイオグラフ・スタジオ）に俳優として入社、D・W・グリフィス監督の短篇映画『メキシコ人の筈打ち刑』に主演して映画デビューを果たす。1912年（明治45年）にはグリフィスとの共同監督として An Outcast Among Outcasts を演出、監督業にも進出する。
1917年（大正6年）、女優のベス・メレディスと結婚、1918年（大正7年）には、ユニヴァーサル・フィルム・マニュファクチュアリング・カンパニー（現在のユニバーサル・ピクチャーズ）の子会社・ブルーバード映画で、ヴァイオレット・マースロウを主演に『馬上の花』を妻のベスと共同監督し、モンロー・ソールズベリーを主演に『赤き赤き心』を監督、同2作は日本でも公開された。1919年（大正8年）5月1日、妻ベスとの間に長男ジョンが生まれる。
1927年（昭和2年）、妻ベスと離婚、シルヴィア・Mという女性と再婚する。ベスはジョンを連れて1929年（昭和4年）にマイケル・カーティスと再婚、ジョンはカーティスの養子となった。
1940年（昭和15年）12月5日、カリフォルニア州ロサンゼルス市に死去した。満69歳没。同市内のパインズ・クレマトリー会堂に眠る。ベスとの子ジョンは長じて『スタートレック』等の監督・脚本家ジョン・メレディス・ルーカスとなった。

## おもなフィルモグラフィ
特筆のないものは出演作である。
- 『メキシコ人の筈打ち刑』（別題『メキシコ人の長手袋』） The Greaser's Gauntlet : 監督D・W・グリフィス、1908年 - 主演
- The Spanish Gypsy : 監督D・W・グリフィス、1911年
- The Two Paths : 監督D・W・グリフィス、共演ドロシー・バーナード、1911年
- The Primal Call : 監督D・W・グリフィス、共演ブランチ・スウィート、1911年
- Love in the Hills : 監督D・W・グリフィス、共演ブランチ・スウィート、1911年
- The New Dress : 監督D・W・グリフィス、共演ブランチ・スウィート、1911年
- A Sister's Love : 監督D・W・グリフィス、共演ブランチ・スウィート、1912年
- An Outcast Among Outcasts : 1912年 - D・W・グリフィスと共同監督（初監督作）
- With the Enemy's Help : 共演ブランチ・スウィート、1912年 - 監督
- A Sailor's Heart : 共演ブランチ・スウィート、1912年 - 監督・脚本・主演
- Pirate Gold : 1913年 - 監督
- The Speed Kings : 主演ロスコー・アーバックル、1913年 - 監督
- Fatty's Day Off : 主演ロスコー・アーバックル、1913年 - 監督
- A Quiet Little Wedding : 主演ロスコー・アーバックル、1913年 - マック・セネットと共同監督
- A Misplaced Foot : 主演ロスコー・アーバックル、1914年 - 監督
- The Trey o' Hearts : 主演クレオ・マディソン、1914年 - ヘンリー・マックレイと共同監督
- 『イントレランス』 Intolerance : 監督D・W・グリフィス、1916年
- Jim Bludso : 1917年 - トッド・ブラウニングと共同監督および主演
- A Love Sublime : 1917年 - トッド・ブラウニングと共同監督および主演
- Hands Up! : 1917年 - 監督
- 『馬上の花』 Morgan's Raiders : 主演ヴァイオレット・マースロウ、1918年 - ベス・メレディスと共同監督
- 『赤き赤き心』 The Red, Red Heart : 主演モンロー・ソールズベリー、1918年 - 監督
- 『続篇ターザン』 The Romance of Tarzan : 主演エルモ・リンカーン、1918年 - 監督
- 『開拓の勇者』（別題『西部の人々』） The Westerners : 監督エドワード・スローマン、1919年
- 『歓楽の女』 A Woman of Pleasure : 監督ウォーレス・ウォースリー、1919年
- 『女は何を望むか』（別題『女と虚栄』） What Every Woman Wants : 監督ジェス・D・ハンプトン、1919年
- 『勝手口から』 Through the Back Door : 監督アルフレッド・E・グリーン / ジャック・ピックフォード、1921年
- 『ケンタッキー・ダービー』 The Kentucky Derby : 監督キング・バゴット、1922年
- 『血と肉』 Flesh and Blood : 監督アーヴィング・カミングス、1922年
- 『死線を越えて』 Across the Dead Line : 監督ジャック・コンウェイ、1922年
- 『情熱地獄』 Paid Back : 監督アーヴィング・カミングス、1922年
- 『身代り花形』（別題『美しき虚言者』） The Beautiful Liar : 監督ウォーレス・ウォースリー、1922年
- 『町の英雄』 Heroes of the Street : 監督ウィリアム・ボーディン、1922年
- 『金色の野に立つ女』 The Girl of Golden West : 監督エドウィン・カリュー、1923年
- 『舞踊王国』 Jazzmania : 監督ロバート・Z・レナード、1923年
- 『彼女の払った償』 The Price She Paid : 監督ヘンリー・マックレイ、1924年
- 『人気娘大当たり』 Girls Men Forget : 監督モーリス・キャンベル、1924年
- 『ネヴァダ颪』 North of Nevada : 監督アルバート・S・ロージェル、1924年
- 『追ひっめられて』 Cornered : 監督ウィリアム・ボーディン、1924年
- 『必勝の意気』 Racing For Life : 監督ヘンリー・マックレイ、1924年
- 『ドロシー・ヴァーノン』 Dorothy Vernon of Haddon Hall : 監督マーシャル・ニーラン / メアリー・ピックフォード、1924年
- 『玉を抱いて罪あり』Daughters of Pleasure : 監督ウィリアム・ボーディン、1924年
- 『愁ひの明星』 The Wife Who Wasn't Wanted : 監督ジェームズ・フラッド、1925年
- 『国なき人』 As No Man Has Loved : 監督ローランド・V・リー、1925年
- 『殺人街』 Those Who Dance : 監督ウィリアム・ボーディン、1930年
- 『マダム・サタン』 Madam Satan : 監督セシル・B・デミル、1930年
- 『アリゾナ怪盗異聞』 The Arizona Kid : 監督アルフレッド・サンテル、1930年
- 『五十年後の世』 Just Imagine : 監督デイヴィッド・バトラー、1930年
- 『躍る幽霊』 The Galloping Ghost : 監督B・リーヴス・イーソン / ベンジャミン・H・クライン、1931年
- 『極楽二人組』 Pardon Us : 監督ジェイムズ・パロット、1931年
- 『間諜X27』 Dishonored : 監督ジョセフ・フォン・スタンバーグ、1931年
- 『劇場王ブラウン』 The Tenderfoot : 監督レイ・エンライト、1932年
- 『霧笛の波止場』 I Cover the Waterfront : 監督ジェームズ・クルーズ、1933年
- 『猛獣師クライド』 The Big Cage : 監督カート・ニューマン、1933年
- 『怪人ブリーン博士』 The Sphinx : 監督フィリップ・E・ローゼン、1933年
- 『暁の襲撃』 California Mail : 監督ノエル・スミス、1936年
- A Chump at Oxford : 監督アルフレッド・J・ゴールディング、1940年

## 関連事項
- バイオグラフ・スタジオ （en:Biograph Studios）
- ニューポートビーチ (カリフォルニア州)
- パインズ・クレマトリー会堂 （en:Chapel of the Pines Crematory）

## 註
1. 1 2 3 4 5 6 7 8 9  Wilfred Lucas, Internet Movie Database （英語）, 2010年4月28日閲覧。
2. ↑  『ブルーバード映画の記録』 : 製作・著・発行山中十志雄・塚田嘉信、1984年4月、p.60-63.
3. 1 2 3  John Meredyth Lucas - IMDb（英語）, 2010年4月28日閲覧。
4. ↑  Wilfred Lucas, Find A Grave （英語）, 2010年4月28日閲覧。